# Okrągłe (Lublin)
Pour les articles homonymes, voir Okrągłe.
Okrągłe (prononciation : [ɔˈkrɔŋɡwɛ]) est un village polonais de la gmina de Biłgoraj dans le powiat de Biłgoraj de la voïvodie de Lublin dans l'est de la Pologne.
Il se situe à environ 5 kilomètres au sud de Biłgoraj (siège du powiat) et 83 kilomètres au sud de Lublin (capitale de la voïvodie).
Le village comptait approximativement une population de 393 habitants en 2008.

## Histoire
De 1975 à 1998, le village est attaché administrativement à la voïvodie de Zamość.

Depuis 1999, il fait partie de la voïvodie de Lublin.